# Metaetika
Metaetika, nazývaná někdy též analytická etika, je odvětví etiky, jež zkoumá povahu etických (morálních) pojmů, postojů a soudů, tj. jejich předpoklady metafyzické, epistemologické, sémantické, psychologické. Na rozdíl od tzv. normativní etiky, která se snaží odpovídat na otázky po tom, co je dobré či špatné či jak máme jednat, metaetika prověřuje možnosti samotné etiky: např. na základě čeho můžeme hovořit o něčem, jako je dobro, morálka či správnost.
Metaetický způsob tázání bývá shledáván již v raných sókratovských dialozích, systematicky se však rozvíjí zejména v anglosaských zemích od 20. století, kdy začalo být uplatňováno logické zkoumání jazyka etiky. Zároveň zde vzniklo rozlišení etiky na metaetiku, etiku normativní a etiku aplikovanou.

## Metaetické teorie
V rámci metaetiky se střetávají mj. následující koncepce:
- kognitivismus a non-kognitivismus: může být etika/morálka předmětem poznání a vědění? Mohou být morální soudy pravdivé? Existují mezi nimi logické vztahy?
- morální objektivismus (též morální realismus) a morální subjektivismus: jsou morální hodnoty něčím objektivním, o čem lze pravdivě vypovídat? Nebo jsou pouze představami či přáními subjektu? Pokud ano, opravňuje to k morálnímu relativismu či nihilismu?
- otázka etického naturalismu: pokud jsou morální hodnoty objektivně poznatelné, jsou také převoditelné na mimoetická fakta? (Např.: dobro = požitek, viz hedonismus.) Mohou být tyto hodnoty měřitelné?

## Spor normativní etiky a radikální metaetiky
Ačkoliv metaetika může být pro doplňkem normativní etiku, panuje mezi oběma disciplínami často napětí. Radikální podoba metaetiky nezřídka slouží k destrukci normativně etických myšlenek. Klíčovým momentem sporu etických odvětví je mravní neutralita filosofické etiky, přičemž radikální metaetika si tuto mravně neutrální pozici nárokuje pro sebe. Stejný argument lze ale použít i proti metaetice. Osoba provádějící metaetické zkoumání se zajisté řídí určitými mravními zásadami, které pak mají vliv na následné zkoumání.